# James Fenner

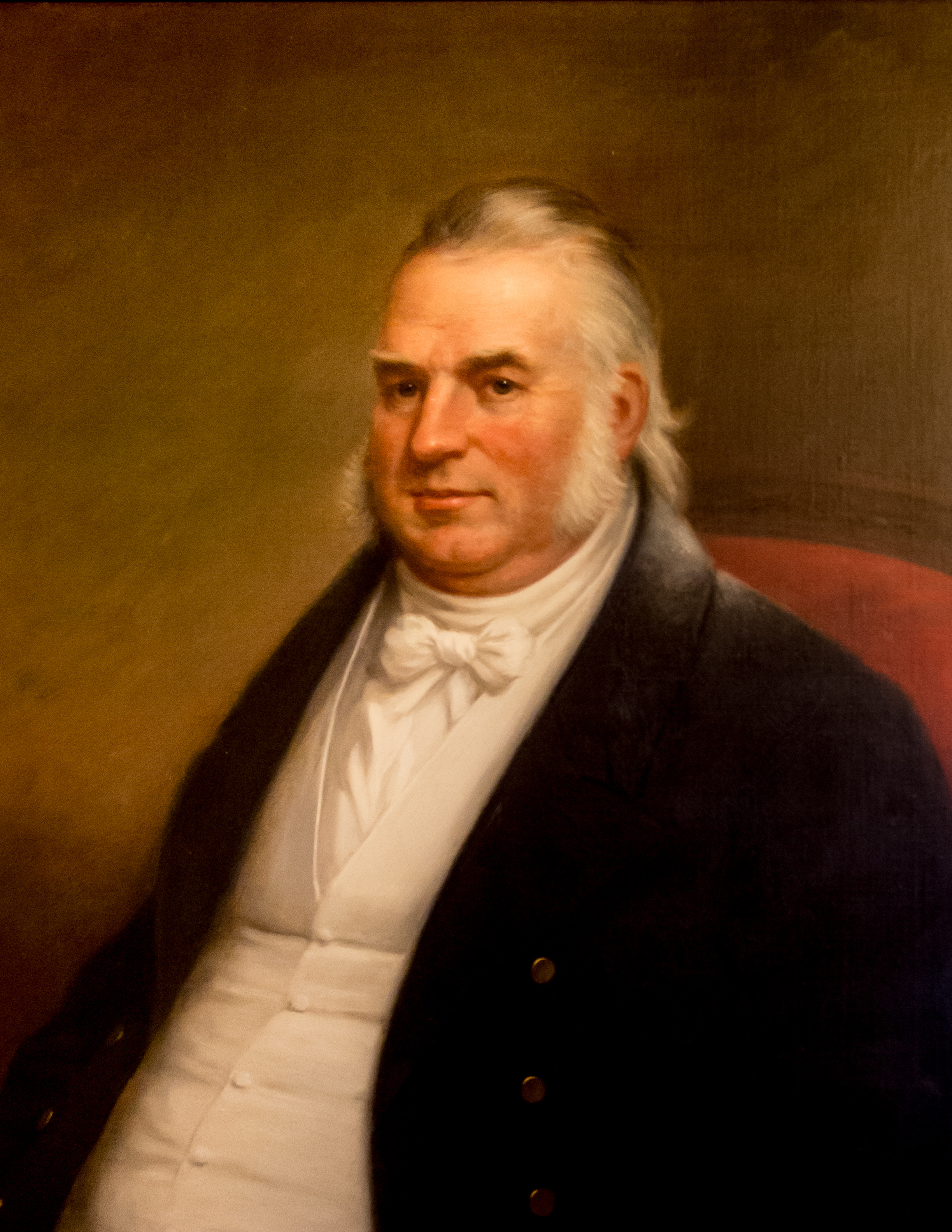
James Fenner

James Fenner (* 22. Januar 1771 in Providence, Colony of Rhode Island and Providence Plantations; † 17. April 1846 ebenda) war ein US-amerikanischer Politiker und zwischen 1807 und 1845 dreimal Gouverneur des Bundesstaates Rhode Island. Zwischen 1805 und 1807 vertrat er seinen Staat im US-Senat.

## Frühe Jahre und politischer Aufstieg
James Fenner war ein Sohn von Arthur Fenner, der zwischen 1790 und 1805 Gouverneur von Rhode Island gewesen war. James Fenner besuchte bis 1789 die Brown University. Danach war er im Repräsentantenhaus von Rhode Island. Zwischen 1805 und 1807 vertrat er als Mitglied der Demokratisch-Republikanischen Partei seinen Staat als Class-2-Senator im Kongress. Dort trat er die Nachfolge von Christopher Ellery an. Nachdem er zum neuen Gouverneur Rhode Islands gewählt worden war, legte er dieses Mandat nieder. Seinen Senatssitz bot er zunächst Isaac Wilbur an; dieser lehnte jedoch ab. Somit ging der vakante Sitz an Elisha Mathewson.

## Dreifacher Gouverneur von Rhode Island
James Fenner wurde erstmals am 7. Mai 1807 als Gouverneur vereidigt. Nach erfolgreichen Wiederwahlen in den nächsten Jahren konnte er bis zum 1. Mai 1811 im Amt bleiben. In den Jahren 1811 und 1812 kandidierte er jeweils erfolglos. Danach nahm er bis 1824 eine politische Auszeit. In diesem Jahr verzichtete der amtierende Gouverneur William C. Gibbs auf eine erneute Kandidatur. Daraufhin bewarb sich Fenner erneut um dieses Amt. Nach seinem Wahlsieg und einigen Wiederwahlen konnte er seine zweite zusammenhängende Regierungszeit zwischen dem 5. Mai 1824 und dem 4. Mai 1831 absolvieren. Als Gouverneur unterstützte Fenner in allen seinen Regierungszeiten die Landwirtschaft. Er war ein Gegner einer starken Bundesregierung und widersetzte sich den geplanten Schutzzöllen, der Ausweitung des Wahlrechts, der staatlichen Grundsteuer und der Vergabe von öffentlichen Aufträgen durch die Bundesregierung. In Rhode Island wurde in seiner zweiten Regierungsphase das Schulwesen mit Hilfe von Steuern und einer staatlichen Lotterie verbessert.
Nachdem er die Gouverneurswahlen des Jahres 1831 verloren hatte, zog er sich wieder eine Zeitlang aus der Politik zurück. 1842 war er Mitglied und Vorsitzender einer Kommission zur Überarbeitung der Staatsverfassung von Rhode Island. Im Jahr 1843 kandidierte er dann noch einmal für das höchste Amt seines Staates. Dieses Mal war er Kandidat der sogenannten Law and Order Party, einer Splittergruppe der Whigs. Nach wie vor war er gegen eine Ausweitung des Wahlrechts. Seine letzte Regierungsphase zwischen dem 2. Mai 1843 und dem 6. Mai 1845 absolvierte er unter der neuen Staatsverfassung.

## Weiterer Lebenslauf
1845 kandidierte Fenner ein letztes Mal für das Amt des Gouverneurs und unterlag gegen Charles Jackson. Danach verschlechterte sich sein Gesundheitszustand. Er starb im April 1846. Mit seiner Frau Sarah Whipple Jenckes hatte er vier Kinder.